# En Haufe Leit
En Haufe Leit, gegründet 1975 in Darmstadt, ist eine deutsche Dixieland-, Swing- und New-Orleans-Jazzband.

## Geschichte
En Haufe Leit (südhessisch für: viele Leute) wurde im Jahr 1975 von 17 Amateurmusikern in Darmstadt gegründet.  Diese große Anfangsbesetzung konnte sich nicht dauerhaft etablieren und nach kurzer Zeit musizierte die Band als Nonett, zeitweise auch als Oktett, in der Besetzung Trompete, Klarinette, Sopransaxofon, Tenorsaxofon, Posaune, Klavier, Bass, Banjo und Schlagzeug. Mitte der 1970er Jahre gründeten die damaligen Mitglieder der Band den Darmstädter Jazzclub. Seit 2016 ist mit der Sängerin Maike Heisel zum ersten Mal eine Frau Teil der ständigen Besetzung. Die Gruppe pflegt das traditionelle Jazz-Repertoire unter anderem mit Arrangements und Kompositionen von Duke Ellington, Louis Armstrong, Benny Goodman oder Dr. John. 1978 veröffentlichte die Band ihre erste Schallplatte. Der Erfolg von En Haufe Leit führte ab 1980 zu bundesweiten Auftritten und Gastspielen in vielen europäischen Ländern. 1995 und 1996 folgten Konzertreisen nach New Orleans und New York. Die Band begleitete namhafte Jazzmusiker wie Paul Kuhn, Bill Ramsey, Knut Kiesewetter, oder Joan Faulkner.

## Mitglieder
- Michael Erhard – Piano & Gesang (seit 2021)
- Peter Fischer – Klarinette & Saxofon (seit 2019)
- Klaus Gaa – Trompete & Gesang (seit 2023)
- Klaus Gottmann – Banjo (seit 1978)
- Maike Heisel – Gesang (seit 2016)
- Thomas Heldmann – Kontrabass & E-Bass (seit 2003)
- Dirk Reccius – Posaune, Tuba & Gesang (seit 1990)
- Matthias Schwappacher – Schlagzeug (seit 2022)

ehemalige Mitglieder:
- Gerd Braese – Trompete
- Norbert Hanf – Klarinette, Piano & Gesang
- Alfred Heupt – Posaune, Piano & Gesang
- Thomas Hoffmann – Schlagzeug
- Hillrich Kloppenburg – Sopransaxofon
- Rolf Lang – Tenorsaxofon
- Gerhard Lorz – Schlagzeug
- Willi Mohler – E-Bass
- Lothar Scharf – Schlagzeug
- Manfred Schmidt – Schlagzeug
- Helmut Stütz – Piano & Gesang

## Diskografie
- En Haufe Leit – Jatzmussigg (1978)
- Hallo kleines Fräulein (1985)
- Live for You (1994)
- That‘s My Home (1995)
- A Tribute to New Orleans (1997)
- Altes Eisen unter Dampf (2010)